# ليديا كو
ليديا كو (بالإنجليزية: Lydia Ko)‏ هي لاعبة غولف نيوزيلندية، ولدت في 24 أبريل 1997 في سول في كوريا الجنوبية.

## وصلات خارجية
- الموقع الرسمي
- ليديا كو على موقع رابطة لاعبات الغولف المحترفات (الإنجليزية)
- ليديا كو على موقع اللجنة الأولمبية الدولية (الإنجليزية)
- ليديا كو على موقع أوليمبيديا (الإنجليزية)
- ليديا كو على موقع اللجنة الأولمبية النيوزيلندية (الإنجليزية)